# Petkow-Nunatak
Der Petkow-Nunatak (bulgarisch Петков нунатак Petkow nunatak) ist ein 800 m hoher und felsiger Nunatak im Süden der Trinity-Halbinsel des Grahamlands auf der Antarktischen Halbinsel. Er ragt im westlichen Teil des Sawera-Schneefelds 6,9 km südwestlich des Rajko-Nunataks, 15,32 km nordnordwestlich des Mount Wild, 2,73 km nördlich des Chuma-Nunataks und 7,11 km östlich bis nördlich des Lobosh Peak in den nordöstlichen Ausläufern des Detroit-Plateaus auf.
Die bulgarische Kommission für Antarktische Geographische Namen benannte ihn 2011 nach dem bulgarischen Geologen Nikola Petkow (* 1951), der ab 1995 in mehreren Kampagnen auf der St.-Kliment-Ohridski-Station tätig war.